# Je suis (film, 2010)
Pour les articles homonymes, voir Je suis.
Pour plus de détails, voir Fiche technique et Distribution.
Je suis (I Am) est un film américain réalisé par Tom Shadyac, sorti en 2010.

## Synopsis
Le film pose la question suivante : « Qu'est-ce qui ne va pas dans le monde, et que pouvons-nous faire pour y remédier ? ». Il explore le parcours du réalisateur Tom Shadyac après un accident de vélo en 2007 qui l'a conduit à explorer les sujets suivants : la nature de l'humanité, l'addiction croissante du monde au matérialisme et les liens humains.

## Fiche technique
- Titre : Je suis
- Titre original : I Am
- Réalisation : Tom Shadyac
- Photographie : Roko Belic
- Montage : Jennifer Abbott
- Production : Dagan Handy
- Société de production : Homemade Canvas Productions et Shady Acres Entertainment
- Société de distribution : Paladin (États-Unis)
- Pays :  États-Unis
- Genre : Documentaire
- Durée : 78 minutes
- Dates de sortie : 
  -  États-Unis : octobre 2010 (Festival international du film des Hamptons), février 2011

## Tournage
Le film a été tourné par Tom Shadyac accompagné de quatre personnes.

## Accueil
Le film a reçu un accueil défavorable de la critique. Il obtient un score moyen de 38 % sur Metacritic.